# Helius aka
Helius aka är en tvåvingeart som beskrevs av Alexander 1972. Helius aka ingår i släktet Helius och familjen småharkrankar. Inga underarter finns listade i Catalogue of Life.